# Sypniewo (przystanek kolejowy)
Sypniewo – nieczynny przystanek kolejowy, a dawniej także stacja i ładownia w Sypniewie na linii kolejowej Świecie nad Wisłą – Złotów, w województwie kujawsko-pomorskim.